# Евнухи в Византии
Е́внухи (др.-греч. οἱ εὐνοῦχοι) составляли чрезвычайно важную и многочисленную категорию придворных византийского императора. Основным предназначением евнухов было обслуживание императора и императрицы в покоях Большого дворца; только им император мог полностью доверять. Благодаря беспрепятственному доступу к особе императора, евнухи, имевшие собственную придворную иерархию, на протяжении большей части византийской истории контролировали управление государством. 
Положение евнухов в византийском обществе было весьма привилегированным. Хотя они не могли занимать императорский престол и в некоторых отношениях были ограничены в юридических правах, в остальном перед евнухами открывались весьма привлекательные перспективы. Несмотря на то, что основным источником евнухов в Византии были рабы из соседних стран, были нередки случаи, когда в знатных семьях младшие сыновья подвергались кастрации. Так, из сыновей императора Романа I Лакапина двое были кастрированы — Феофилакт, ставший затем патриархом, и Василий, фактический правитель империи в 945—985 годах. В целом для евнухов существовала возможность достичь высот в любой профессиональной сфере. Начиная с VI века евнухи занимали высокие посты во главе византийской армии и флота, хотя редко достигали на этом поприще успехов.
В низших слоях общества евнухи встречались гораздо реже.

## Правовое положение

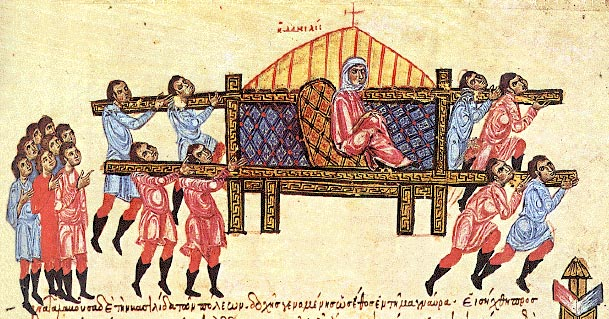
Прибытие около 881 года в Константинополь богатой вдовы Данилиды с подарками для императора Василия I, из которых сами ценными были 100 евнухов, произвело сильное впечатление на современников

Исторически, со времён Римской империи, практика обращения в евнухов была запрещена. Первый известный запрет был издан при Домициане (81—96) и подтверждён при Нерве (96—98). Император Траян (98—117) распространил на занимающихся этим промыслом врачей закон de sicariis et veneficiis Суллы, однако евнухов меньше не стало. Поскольку императоры имели полномочия только в пределах империи, евнухи могли поступать из-за рубежа, что привело к возникновению прибыльной торговли. Стоимость евнуха моложе 10 лет составляла 30 солидов, 50 солидов если евнух был старше 10 лет, и 60 — если он владел каким-либо искусством. Евнухи были ценным и всегда желанным подарком императору. При Константине Великом (306—337) старые законы против евнухов были возобновлены, однако уже тогда они плохо соблюдались, а при его преемнике Констанции II (337—361) евнух-препозит Евсевий, находясь во главе многочисленных юных евнухов-кубикулариев, представлял внушительную силу при дворе. Влияние Евсевия, признававшего только власть императора, было так велико, что когда он склонился к арианству, претерпела изменение религиозная политика всей империи. Евнухи, нашёптывающие «своими вкрадчивыми и независимо от возраста вечно детскими голосами» наветы на популярного полководца Урсицина, заставляли историка Аммиана Марцеллина с ностальгией вспомнить императора Домициана, боровшегося с «подобными мерзостями».
В V веке император Лев I Макелла (457—474) запретил на территории империи торговлю только евнухами-гражданами империи, в результате чего в Византию хлынул поток евнухов-варваров. Император Юстиниан I (527—565), в виду высокой смертности при проведении соответствующих операций — из 90 прооперированных выживало в среднем трое — посвятил евнухам специальную новеллу 142. В ней подтверждались прежние законы и устанавливалось, что исполнители и пособники операции наказывались по закону талиона, а если они, прооперированные, выживали, то подлежали отправке на каторгу, а их имущество конфисковывалось. Если виновником операции была женщина, она наказывалась конфискацией имущества и ссылкой. Евнухи-рабы имели право на освобождение. Новелла не распространялась на случай, когда операция производилась по медицинским показаниям. Для варварских народов торговля евнухами продолжала оставаться выгодным занятием, и Прокопий Кесарийский упоминает об этом как о важной статье дохода царей абасгов. Когда же Юстиниан через своего посла, кастрированного абасга Евфратия, приказал этому народу оставить данный промысел, те сочли запрет подходящим поводом восстать против империи. Эти меры не смогли изменить положение дел, и изданная императором Львом VI (886—912) новелла 60 вынужденно смягчала прежнее законодательство, заменив закон талиона за выполнение кастрации штрафом в 10 фунтов золота и ссылкой на 10 лет; если же виновный занимал должность при дворе, его увольняли. Как и Юстиниан, Лев VI не запрещал операцию по медицинским показаниям, равно как и по собственному желанию для свободных граждан. Законодательство не уточняло, с какого возраста оперируемый мог высказывать своё согласие, и, в любом случае, его родители могли дать своё согласие на это постфактум.
Известно несколько видов классификации евнухов, существовавших в византийской юридической и не-юридической литературе. С точки зрения законодательства существовало две категории евнухов: др.-греч. ἐκτομίαι, ἔκτομοι, то есть те, которые в результате хирургического вмешательства полностью утратили репродуктивную способность, и др.-греч. σπαδόνες, θλαδίαι, чья неспособность к размножению была следствием болезни. Поскольку для первых неспособность размножаться была гарантирована, а для вторых только вероятна, эти категории имели разное правовое положение. Так, в отличие от σπδόνες, ἐκτομίαι не могли вступать в брак, усыновлять детей и завещать имущество. Однако Лев VI счёл несправедливым лишать ἐκτομοι радостей отцовства и вернул им это право своей новеллой 26.

## Политическое влияние

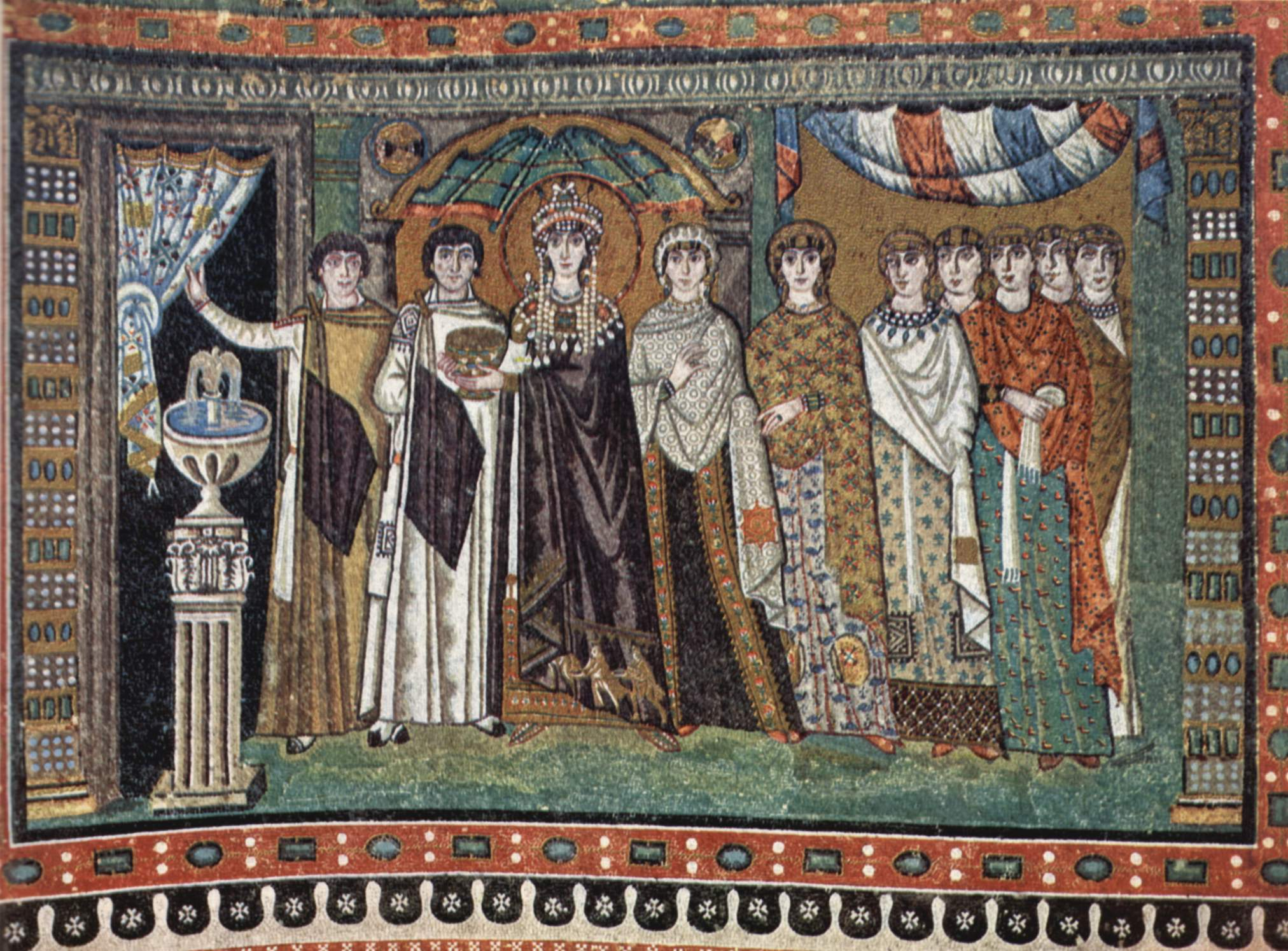
Императрица Феодора и её двор (середина VI века). Главный евнух Феодоры придерживает полог двери.

Византийские евнухи образовывали могущественную и хорошо организованную корпорацию (др.-греч. ἡ τῶν εὐνοῦχων τάξις), а в структуре византийской бюрократии для них была предназначена специальная категория титулов и званий. Евнухи могли занимать почти все государственные должности, а при равенстве титулов евнухи имели преимущество перед «бородатыми». Возникновение обычая иметь при дворе евнухов связывают с восточным влиянием. В любом случае, женская часть дворца (гинекей) нуждалась в многочисленной прислуге, а подразумеваемое сходство евнухов с бесполыми ангелами и серафимами делало их незаменимыми при проведении императорских церемоний. Ввиду частых государственных переворотов важное значение имело то обстоятельство, что евнухи не представляли опасности как потенциальные претенденты на престол. Тем не менее, роль главы придворных евнухов, имевшего звание препозита священной опочивальни, была чрезвычайно велика. Воздействие евнухов определялось их близостью к императору, их влиянием на то, с кем и когда император будет общаться, и на то, от кого первого он узнает о важных событиях. Известно также, что евнухи брали плату за аудиенции и назначения.
В IV веке препозиты Евсевий при Констанции II и Пробаций при Иовиане (363—364) являлись проводниками арианского влияния при дворе. В начале царствования Аркадия (395—408) наибольшим авторитетом при дворе пользовался препозит Евтропий, единственный из евнухов достигший консульского звания. Общественное негодование, вызванное этим назначением, в конечном итоге стоило Евтропию головы. Единоличное правление сына Аркадия, Феодосия II (408—450), начавшееся в 7-летнем возрасте, проходило под постоянным присмотром воспитателей-евнухов, служивших ещё его отцу. Среди них наиболее известен возвысившийся в 440-е годы Хрисафий, активный участник борьбы между сестрой и супругой Феодосия за влияние на императора. В религиозных спорах своего времени Хрисафий встал на сторону еретика Евтихия против патриарха Флавиана. Из рассказа Приска Панийского известно, что именно Хрисафию в 449 году была доверена ответственная миссия организовать покушение на вождя гуннов Аттилу. Деликатные поручения доверяли евнухам и последующие императоры — Флавий Зенон (474—491) Урбикию, Анастасий I (491—518) Калоподию и Амантию. Император Юстиниан II (685—695, 705—711), лишившийся трона и носа во многом из-за действий своего казначея Стефана Перса, после возвращения к власти не утратил доверия к евнухам и продолжил поручать им важные миссии.

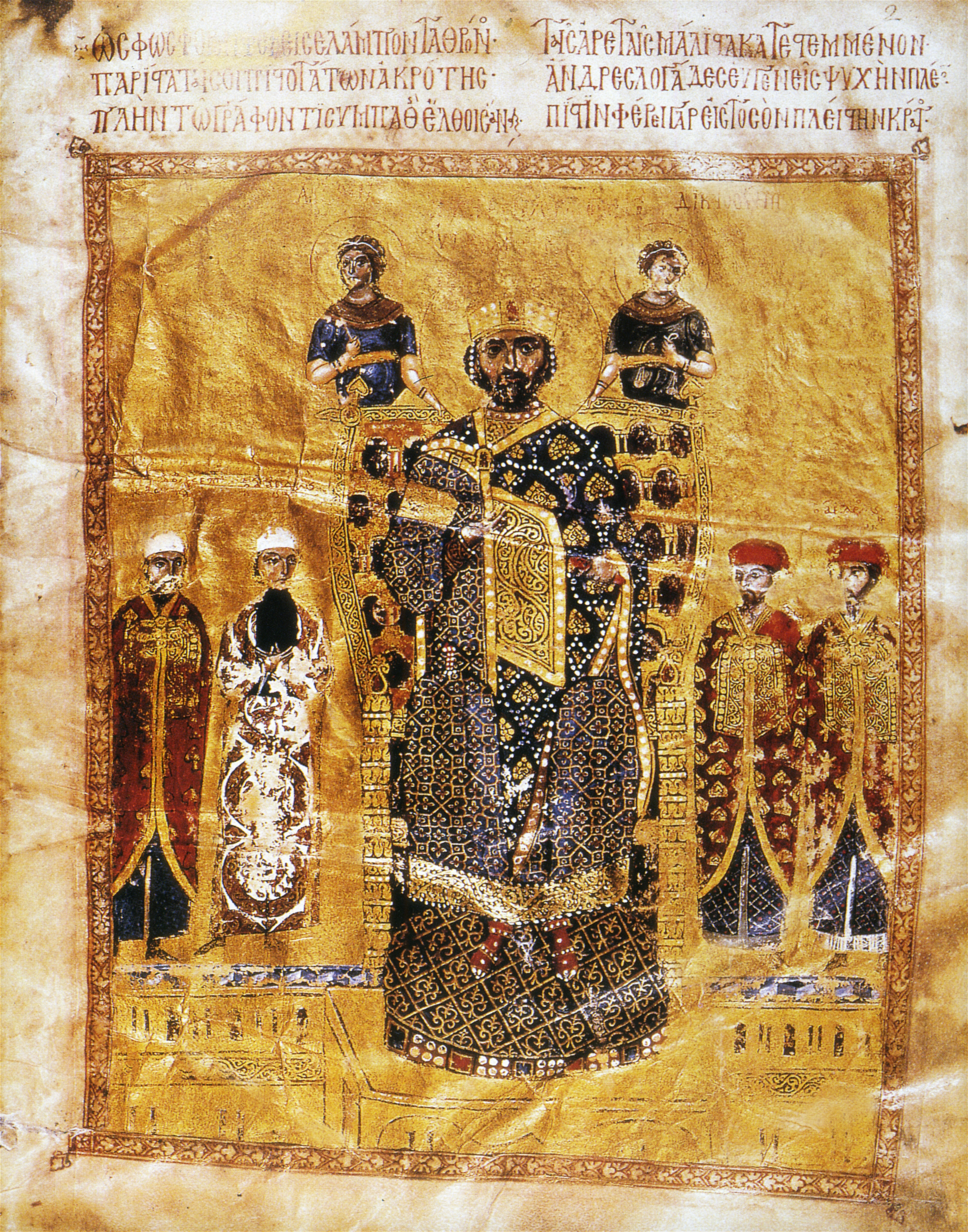
Император Никифор III Вотаниат (1078—1081) и его придворные. Евнухи стоят справа от императора, что может указывать на их более привилегированное положение по сравнению с «бородатыми».

В дальнейшем евнухи постоянно упоминаются на высоких постах, выполняющими ответственные поручения или как участники заговоров. Некоторое уменьшение упоминаний о них отмечается в царствование Василия I (867—886), который в виде редкого исключения занимал при Михаиле III (842—867) традиционно предназначенную для евнухов должность паракимомена. При его сыне Льве VI (886—912) евнухи вернули своё влияние при дворе. В сложном конфликте по поводу браков императора Льва VI помощь в его борьбе с патриархом Николаем Мистиком оказал евнух Самона, получивший в награду вакантную со времён Василия I должность паракимомена. В этом качестве ему наследовал Константин Пафлагонец, который вместе со своим родственником евнухом Константином Гонгилой, поставленным во главе флота, поддержали полководца Льва Фоку против Романа I Лакапина (920—940). Среди огромного количества евнухов, проявивших себя в годы малолетства Константина VII (913—959) наиболее заметен незаконнорождённый сын Романа I Василий, который был фактическим правителем государства при трёх преемниках Константина VII и был отстранён от власти только в 985 году Василием II (976—1025). Среди видных евнухов X века были также Иосиф Брингас, интриговавший против Никифора Фоки (963—969), и Христофор, упоминаемый Лиутпрандом Кремонским в связи с нелюбезным приёмом, который он устроил посольству императора Оттона II.
При брате Василия II Константине VIII (1025—1028) и императорах, пришедших к власти благодаря императрице Зое, евнухи продолжали пользоваться полным доверием императоров. Могущественный в 1030-х годах евнух Иоанн Орфанотроф смог обеспечить престол своему брату Михаилу IV Пафлагонскому (1034—1041), женив его на Зое, а затем племяннику Михаилу V (1041—1042), добившись его усыновления императрицей. Остальные три брата Иоанна, из которых двое были евнухами, заняли главные гражданские и военные посты в империи. Михаил V, придя к власти, окружил себя купленными им ранее скифскими евнухами, которым он доверил охрану своей особы и высокие титулы. Решив избавиться от влияния членов своей семьи и прежде всего Орфанотрофа, Михаил V вступил в союз с другим своим дядей-евнухом, Константином и, в конце концов, был свергнут и ослеплён разгневанной толпой. Престарелые Зоя и её сестра Феодора, а затем Михаил VI Стратиотик (1056—1057) правили империей через посредство евнухов. В дальнейшем известно не так много «всемогущих» евнухов, кроме знаменитого казнокрада Никифорицы, фактического правителя империи при Михаиле VII Дуке (1071—1078).
При Комнинах евнухи, по-прежнему многочисленные в покоях Большого дворца, не достигали вершин власти. Фульхерий Шартрский, посетивший Константинополь во время Первого крестового похода, оценил их численность в столице в 20 000 человек. При императорах XI века и в Никейской империи (1204—1261) евнухи упоминаются, но не на первых ролях, однако после восстановления Византийской империи в Константинополе евнухи окончательно утратили свои позиции. Палеологи, воспринявшие культурное влияние Запада, смотрели на физические особенности евнухов уже как на недостаток, а достаточно прочно укоренившаяся идея наследственной передачи власти не требовала прежних предосторожностей.

## В музыкальной культуре

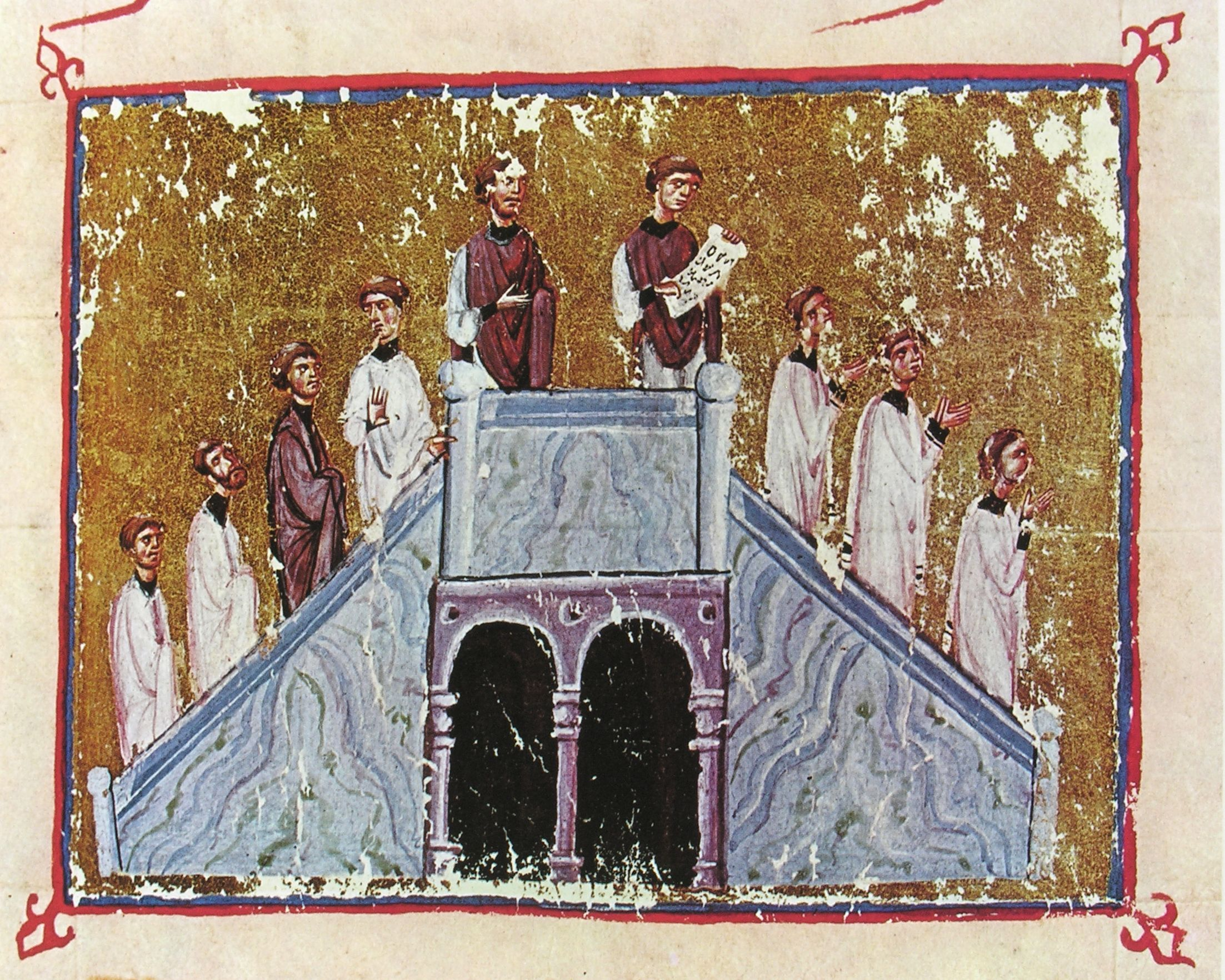
Сонм священников и чтение с амвона, XI век

Вокальные способности евнухов были оценены уже в ранний период истории Византии. О хоре под руководством евнуха Бризона сообщает Сократ Схоластик в связи с борьбой против ариан в конце IV века, которую вёл в столице епископ Иоанн Златоуст в том числе и при помощи ночных песнопений. Соответственно, именно Бризону приписывается введение двух главных особенностей константинопольской музыкальной культуры, просуществовавших до падения города в 1204 году: антифон двух хоров и использование певцов-кастратов во дворце и церкви. При Юстиниане I число певчих было установлено в 25, два хора по 12 человек и руководитель хора. Пользуясь абсолютным доверием императора, евнухи были одними из немногих, кто имел право ночевать во дворце. Согласно Георгию Кедрину, возникновение этого запрета связывают с императором Львом V (813—820), большим поклонником пения кастратов. Перед рождественской заутреней 820 года через дверь, оставленную открытой для певцов, живших в городе, во дворец проник убийца, совершивший успешное покушение на императора. С этого времени «бородатым» певцам был закрыт доступ во дворец, и они, поставленные в невыгодное положение, окончательно уступили доминирующее положение в музыке кастратам.
По особенностям внешнего вида — наличию тонзуры и отсутствию волос на лице — кастратов легко выделить на изображениях, из которых первое известное находится в Минологии Василия II (конец X века).
Начиная с X века упоминания кастратов становятся чаще, а отношение к ним — лучше. Предпринимаются попытки теоретически обосновать существование евнухов. Во второй половине X века Симеон Метафраст написал житие пророка Даниила, которого он считал евнухом. Рассуждая о кастрации Даниила, Симеон проводит параллель между окружающими царский престол евнухами и небесным хором ангелов — и те, и другие находятся вне обычного времени и пространства. В XII веке епископ Феофилакт Охридский, брат которого был евнухом и священником собора Святой Софии, написал трактат в защиту евнухов. Основываясь на писаниях апостолов и Отцов Церкви, а также на положениях римского права, автор приходит к выводу, что кастрация не является преступлением против Бога, не умаляет душу и сравнима, скорее, с подрезанием поспевающей виноградной лозы. Феофилакт строит своё произведение в форме диалога неких монаха и евнуха. Монах выступает против пения вообще, а евнух ссылками на ангельское пение, введённое в церковь пророком Даниилом, Игнатием Антиохийским и Иоанном Златоустом, доказывает его необходимость. В середине XII века обилие евнухов среди константинопольских певчих отмечал французский хронист Одон Дейльский.
После падения Константинополя в 1204 году евнухи бежали из столицы в деревню, Трапезунд и за границу, в том числе на Русь и в Южную Италию. После 1261 года традиция пения в соборе Святой Софии была восстановлена, но с трудом, поскольку была преимущественно устной.

## Евнухи и церковь

### Иерархи

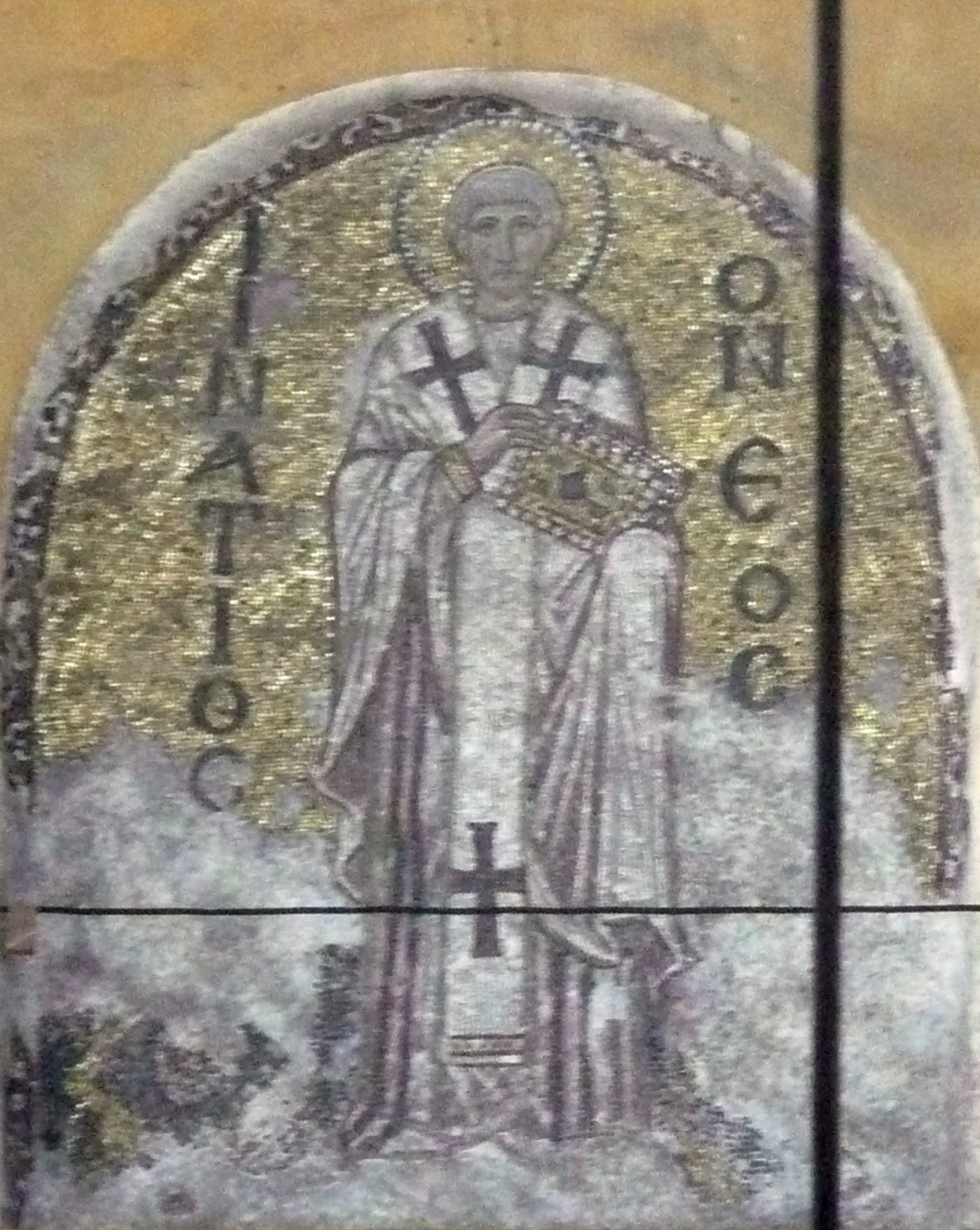
Патриарх Игнатий. Мозаика в соборе Святой Софии, Константинополь.

Христианство не запрещает евнухам быть священниками. 21 и 22 апостольские правила, касающиеся евнухов, были в 325 году подтверждены в первом правиле Никейского собора, которое гласит, что «если кто, в болезни, врачами подвержен был отсечению членов, или кто оскоплён варварами, тот может оставаться в клире». При этом добровольное оскопление запрещалось. Соответственно, византийская церковь насчитывала значительное количество священнослужителей-евнухов, занимавших посты в том числе епископов и патриархов.
Среди Константинопольских патриархов известны следующие евнухи:
- Герман I (715—730). Родившийся между 630 и 650 годами, он был кастрирован по политическим мотивам в 669 году[35], находясь уже в возрасте, не подходящем для выполнения этой операции;
- Никита I (766—780), из рабов славянского происхождения, возвышен до патриаршего звания императором Константином V в нарушение церковных канонов из простого священника;
- Мефодий I (843—847). Хронист, известный как Продолжатель Феофана рассказывает, что когда его оппоненты попытались опорочить его, обвинив в связи с некой женщиной, патриарх вначале не понял смысла предъявляемых ему обвинений, а затем «немного приподнялся с кресла, закатал на себе одежду и обнажил свой срамной член чудной и не как у людей». После чего он поведал историю, что такую свободу от страстей он обрёл в результате молитв апостолу Петру[36];
- Игнатий (847—858, 867—877), оскоплён и пострижен в монахи после свержения его отца, императора Михаила I Рангаве (811—813)[37];
- Стефан II (925—928);
- Феофилакт (933—956), младший сын императора Романа I Лакапина (919—944), был оскоплён в юности и последовательно прошёл все этапы церковной иерархии, заняв в 16 лет патриарший престол[38];
- Полиевкт (956—970), оскоплён собственными родителями;
- Константин III Лихуд (1059—1063) — некоторые источники называют этого патриарха в числе евнухов. Вероятно потому, что он занимал ранее должность протовестиария, часто, но не исключительно, занимаемую евнухами. Согласно Н. А. Скабалановичу, это мнение ошибочно[39];
- Евстратий Гарида (1081—1084)[40].

Учитывая относительную многочисленность евнухов-патриархов, можно предположить, что евнухи были среди епископов и более низкого духовенства. Никаких ограничений для участия евнухов в монашеской жизни не налагалось, но для них существовали и специальные монастыри. Известно о нескольких таких монастырях. Один из них, посвящённый святому Лазарю, был основан в правление Льва VI или ранее, другой был основан историком Михаилом Атталиатом, для которого сохранился диатаксис. Согласно этому документу, в монастырь был разрешён доступ только «евнухам и мужчинам, свободным от страстей». «Бородатые» монахи не допускались, кроме кровных родственников, которые, однако, должны были быть стары и благочестивы. В 1083 году император Алексей I Комнин, в целом не испытывавший неприязни к евнухам, запретил им доступ в монастыри Афона. Столь распространённая практика вызывала порицание со стороны западных священнослужителей. Этим возмущался посетивший в середине X века Константинополь епископ Лиутпранд Кремонский, век спустя папа Лев IX (1049—1054) порицал в этом патриарха Михаила Керулария (1043—1058).

### Святые
Метафора христиан как евнухов встречается уже в Новом Завете («ибо есть скопцы, которые из чрева матернего родились так; и есть скопцы, которые оскоплены от людей; и есть скопцы, которые сделали сами себя скопцами для Царства Небесного» Мф. 19:12). Соответственно, христианские писатели часто рассматривали святых-мужчин как евнухов в духовном смысле. Гендерная идентичность монахов, ведущих уединённый и скромный образ жизни, была предметом обсуждения с зарождения монашеского движения. Распространённая в Византии точка зрения связывала евнухов с ангелами, также не имеющими пола. Несмотря на то, что добровольная кастрация осуждалась Церковью, социальное поведение монахов, подобное евнушескому, приветствовалось. Однако собственно евнухи в монастырях не приветствовались, и даже изгонялись. Так, в начале правления императора Алексея I Комнина из афонского монастыря Ксенофонт был изгнан бывший друнгарий виглы Симеон. Этот Симеон, чрезвычайно богатый человек, обратился к императору, и в итоге был не только восстановлен в монастыре, но и стал в нём настоятелем. В связи с этим не удивительно, что существовали евнухи-святые, хотя отсутствие у них физической возможности поддаться сексуальному искушению делало их заслугу менее значимой.
Известно довольно много византийских святых-евнухов, из которых можно выделить несколько, о которых сохранились подробные жития:
- Никита Патрикий[англ.] (ум. 836), противник иконоборчества. Кастрирован своими родителями[51];
- Патриарх Константинопольский Игнатий (ум. 877). Его драматичная жизнь и важная роль в крупнейшем внутрицерковном конфликте IX века сделали его самым известным святым-евнухом. Житие Игнатия, составленное Никитой Пафлагонским, рисует его как праведника и невинную жертву козней патриарха Фотия[52];
- Никифор, епископ Милетский[англ.] в правление императора Никифора II Фоки. Также был кастрирован своими родителями ради церковной карьеры[53];
- Иоанн Постник, основавший монастырь в Петре[англ.] в конце XI—начале XII века. Стал евнухом в результате болезни;
- Епископ Иоанн Гераклейский (ум. 1328), кастрирован в детстве из-за болезни.

Некоторые исследователи предполагают, что Симеон Новый Богослов (ум. 1022) также был евнухом, однако достоверных подтверждений этому нет.

## Евнухи в армии

### VI—X века

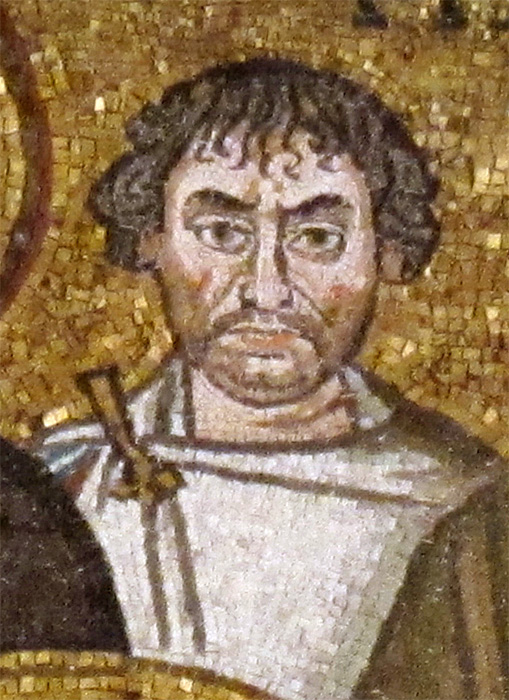
Полководец Нарсес на мозаике базилики Сан-Витале, Равенна

Начиная с эпохи Юстиниана I среди высших византийских командиров армии и флота часто встречаются евнухи. Причину того, что императоры предпочитали доверять скорее придворным евнухам, чем опытным полководцам, историки объясняют тем, что первые в случае успеха не могли претендовать на захват власти в империи. Впрочем, чаще евнухи не проявляли полководческих талантов. При Юстиниане Нарсес был удостоен высших званий, доступных евнухам за свои успехи в войнах с остготами, а Соломон был возведён в патрикии за победы над вандалами. Другой Нарсес, чья карьера пришлась на вторую половину VI века, успешно воевал с Персией. После прихода к власти Фоки (602—610) Нарсес начал мятеж на персидской границе, для подавления которого Фока послал евнуха Леонтия. Леонтий потерпел поражение, и ему на смену был послан племянник императора Доменциол. В конце концов Нарсес был схвачен, проведён с позором по Ипподрому и сожжён заживо. До конца VIII века известно несколько не очень успешных полководцев, с разной степенью вероятности являвшихся евнухами, но особенно влиятельными евнухи-полководцы стали с началом самостоятельного правления императрицы Ирины (797—802). Её правление было отмечено борьбой за влияние двух могущественных евнухов, патрикия и логофета дрома Ставракия, удостоенного триумфа за победы над славянами, и поставленного во главе важных фем Анатолик и Опсикий Аэция. В этой борьбе победил Аэций, который пытался добиться трона для своего брата Льва, однако в результате заговора императором стал Никифор I (802—811).
При Василии I (867—886) известно о погибшем во главе армии протовестиарии Прокопии. В IX—X веках евнухи достаточно часто возглавляли флот, как, например, Иоанн при Романе I Лакапине (920—944), за победы над славянами получивший титул паракимомена. Благодаря успехам полководцев Никифора II Фоки (963—969), Петра Фоки и Михаила Вурцы была отвоёвана Антиохия и прилегающая к этому городу территория. По свидетельству историка Георгия Кедрина, Пётр Фока был ранее личным евнухом императора Никифора, купленным в юном возрасте и затем получившим военное образование. За свою храбрость и успехи в войнах со славянами во Фракии он получил звание стратопедарха. Несколько лет спустя — в 970 году — патрикий Николай, доверенный евнух Иоанна Цимисхия (969—976), отбил атаку арабов на сирийские города. В длительное царствование императора-полководца Василия II Болгаробойцы (976—1025) известно только о двух евнухах-полководцах, стратеге Абидоса Романе и кубикуларии Оресте, потерпевшем поражение в Сицилии.

### XI — XV века
После смерти Василия II единоличным императором стал его брат Константин VIII (1025—1028), до этого формально считавшийся соправителем своего брата, но фактически отстранённый от управления государством. С воцарением Константина произошла типичная для Византии смена высших должностных лиц, и на важнейшие должности были назначены придворные евнухи: Николай — паракимомен и доместик схол, Симеон — друнгарий вила и Евстратий великий этериарх. При этом многие представители прежней военной аристократии, обвинённые в заговорах, были ослеплены, сосланы или лишены имущества. Совершив эти назначения, Константин окончательно удалился от дел, позволив евнухам бесконтрольно обогащаться за государственный счёт. В этот период военная активность Византии, достигнувшей к 1025 году вершины своей военной и экономической мощи, резко снижается. В Сирии неудачи катепана евнуха Михаила Спондилы существенно ухудшили положение Византии в этом регионе. Относительно успешно в 1028 году действовал в Грузии против Баграта IV доместик схол Николай. Со смертью Константина VIII пресеклась мужская линия Македонской династии, и на престол благодаря усилиям придворной партии во главе с друнгарием Симеоном был возведён представитель старого военного рода Роман III Аргир (1028—1034), замуж за которого вышла дочь Константина VIII Зоя. Военные неудачи правления Романа были связаны в том числе и с сохранившими командные посты в армии евнухами — Михаилом Спондилой и сменившим его Никитой в Сирии, продолжавшим бездарно действовать в Италии Орестом. В своей внутренней политике Роман III пытался найти поддержку как со стороны придворной партии, так и репрессированных ранее аристократов, которые были при нём амнистированы. Однако власть в стране постепенно сосредоточилась в руках узкого круга придворных евнухов, что вызывало протесты со стороны родственников Аргира. Как следствие, не имеющий поддержки ни в народе, ни среди аристократии император был свергнут в результате заговора, составленного придворным евнухом Иоанном Орфанотрофом. 
Три брата императора Михаила IV Пафлагонского (1034—1041) были евнухами, и один из них, Константин, успешно справлялся с обязанностями военного правителя Антиохии. Другой евнух-военачальник, известный в это царствование, Василий Педиадит печально прославился катастрофическими поражениями в Сицилии и Сербии. Много евнухов во главе армии известно в царствование Константина IX Мономаха (1042—1054). В Армении вели войны великий этериарх Константин и ректор Никифор. Никифор затем был послан вместе с известным полководцем Кекавменом против печенегов. Некомпетентность Никифора привела к позорному поражению при Диакене в 1049 году, после которого печенеги разграбили Македонию и Фракию, достигнув даже стен Константинополя. Для отражения опасности от столицы был послан один из спальных евнухов императрицы Зои Иоанн Философ, который во главе отряда из императорских телохранителей и дворцовой прислуги напал на печенегов, когда те спали, и перерезал всех. Также в царствование Константина IX существенным был мятеж полководца Георгия Маниака, борьбы с которым была доверена придворному евнуху Стефану. Скоропостижная смерть Маниака существенно облегчила задачу Стефана, который за свои успехи был удостоен триумфа.
В конце 1054 года Константин IX тяжело заболел, и главной задачей правящей придворной группировки, во главе которой стояли логофет дрома евнух Иоанн, протонотарий дрома Константин и «хранитель императорской чернильницы» Василий, стал поиск преемника Мономаха. Их выбор остановился на правителе Болгарии Никифоре Протевоне. Однако партия сторонников сестры императрицы Зои, Феодоры, в которой главными действующими лицами были евнухи Никита Ксилинит, Феодор и Мануил, смогли привлечь на свою сторону дворцовую стражу, в результате чего Феодора была провозглашена единоличной императрицей. Весной 1056 года произошли новые назначения, и из евнухов получил назначение доместик схол Востока проэдр Феодор. Смерть Феодоры и приход к власти Михаила VI Стратиотика (1056—1057) ничего не изменили в политике по отношению к армии, и замена опытных военачальников придворными евнухами и столичными чиновниками продолжилась. В XII-XIII веках евнухи упоминаются в качестве полководцев, но уже при Палеологах евнухи-военачальники неизвестны; возможно, это связано с укреплением идеи законности наследственной передачи императорской власти, что, в свою очередь, делало неопасными успехи полководцев-не евнухов.

## Отличия евнухов

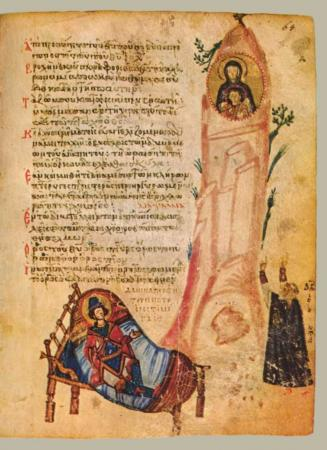
Миниатюра из Хлудовской псалтыри (IX век) изображает пророка Даниила безбородым, возлежащим в персидской одежде. В глазах византийцев он выглядел как придворный евнух.

### Должности
За редким исключением византийские евнухи имели доступ ко всем придворным должностям, открытым для «бородатых». Согласно составленному в правление Льва VI расписанию придворных чинов, известному как Клиторологий Филофея, придворная иерархия насчитывала 60 высших званий, из которых примерно 50 было доступно евнухам. Вероятно, их часто назначали и на средние и мелкие муниципальные должности. При этом существовали три высшие должности, которые были закрыты для евнухов по соображениям придворного протокола: префект города, квестор и доместик. Военные должности ранга доместика, такие как доместик экскувиторов или друнгария виглы, предполагающие командование придворной стражей, были для евнухов не доступны, однако либо этот запрет не был абсолютным, либо он соблюдался недолго. Уже при Константине VIII евнух Николай занимал должность доместика схол, а евнух Симеон — друнгария виглы. Константин, брат Михаила IV Пафлагонского, также был доместиком схол. Известны и другие примеры подобного рода в XI веке. Однако не известно ни об одном евнухе, занимавшем посты квестора или префекта города. Аналогично, для евнухов была недоступна должность василеопатора, «отца императора», созданная Львом VI для своего будущего тестя Стилиана Заутца.
При этом в IX и X веках существовало 10 должностей, доступных только евнухам:
- Паракимомен (др.-греч. παρακοιμώμενος от др.-греч. πᾰρᾰ- — приставка со значением: рядоположности, смежности + др.-греч. κοιμάω — укладывать спать; ложиться спать) императора;
- Протовестиарий (др.-греч. πρωτοβεστιάριος, от др.-греч. πρωτεύω — быть первым, занимать первое место + лат. vestiarius — хранилище (сундук) для платья, гардероб) императора;
- Доместик стола[англ.] (др.-греч. δομέστικος ἐπὶ τῆς τραπέζης — буквально: домашний (дворецкий) при столе, от др.-греч. δομος — дом, дворец,  др.-греч. ἐπί — у, при и др.-греч. τράπεζα — стол, трапеза) императора;
- Доместик стола императрицы;
- Папия (др.-греч. παππίας — папочка, батюшка) Большого дворца;
- Девтерос (др.-греч. δεύτερος — второй) Большого дворца, помощник папии, второй после папии;
- Виночерпий[англ.] (др.-греч. (ἐ)πιγκέρνης ← лат. pincerna — виночерпий) императора;
- Виночерпий императрицы;
- Папия (др.-греч. παππίας) Магнавры;
- Папия Дафны;

### Титулы
В византийской иерархии, помимо разделения по должностям, существовала связанная с этим разделением иерархия знатных титулов. В ранний период византийской истории известны многочисленные примеры евнухов в четырёх высших категориях знати — illustres, respectabiles, clarissimi, perfectissimi. Хотя за единственным примечательным исключением Евтропия консульское звание евнухам было недоступно, им могло быть присвоено почётное звание консуляра. Также евнухам не могли быть присвоены титулы ипата и антипата, соответствующие консулу и проконсулу. В период с VIII по IX века система разделения знати на классы менялась: отдельным титулом, не связанным с иллюстратом, стал патрикий, некоторые придворные должности и связанные с ними обязанности стали рассматриваться как титулы. Клиторологий Филофея приводит список из 28 титулов «бородатых» и 8 титулов евнухов:
- Нипсистиарий[англ.] (др.-греч. νιψιστιάριος от др.-греч. νίψις — омовение, мытье), в обязанности которого входило умывание императора: он подавал императору золотой таз для умывания рук перед выходом из Большого дворца;
- Кубикуларий (др.-греч. κουβικουλάριος ← лат. cubicularius от лат. cubiculum — комната, покой, опочивальня) — спальник императора. До середины XX века считалось, что титул нипсистиария ниже, чем кувикулярия. Современное представление сложилось после обнаружения Н. Икономидисом в Эскориальском хранилище ранее неизвестного тактикона[73];
- Спафарокувикулярий[англ.] (др.-греч. σπαθαροκουβικουλάριος — меченосец опочивальни, от др.-греч. σπάθα — широкий клинок, спата + др.-греч. φορά — носить + лат. cubiculum — комната, покой, опочивальня);
- Остиарий[англ.] (др.-греч. ὀστιάριος ← лат. ostiarius — привратник), в обязанности которого входило представлять чиновников императору и императрице[74];
- Примикирий (др.-греч. πριμικήριος ← лат. primi–cerius — чьё имя стоит первым на восковых табличках (tabulae ceratae), т. е. начальник, глава, управляющий)[75];
- Протоспафарий (др.-греч. πρωτοσπαθάριος[76] — первый телохранитель, буквально: первый меченосец от др.-греч. πρωτο — первый + др.-греч. σπάθα — широкий клинок, спата + др.-греч. φορά — носить);
- Препозит (др.-греч. πραιπόσιτος ← лат. praepositus — начальник от лат. prae — впереди + лат. positio — положение);
- Патрикий (др.-греч. πατρίκιος ← лат. patricius — патриций, от лат. pater — отец).

В дополнение к перечисленным, в X веке было создано большое количество титулов, доступных также и «бородатым».

## Медицинский аспект

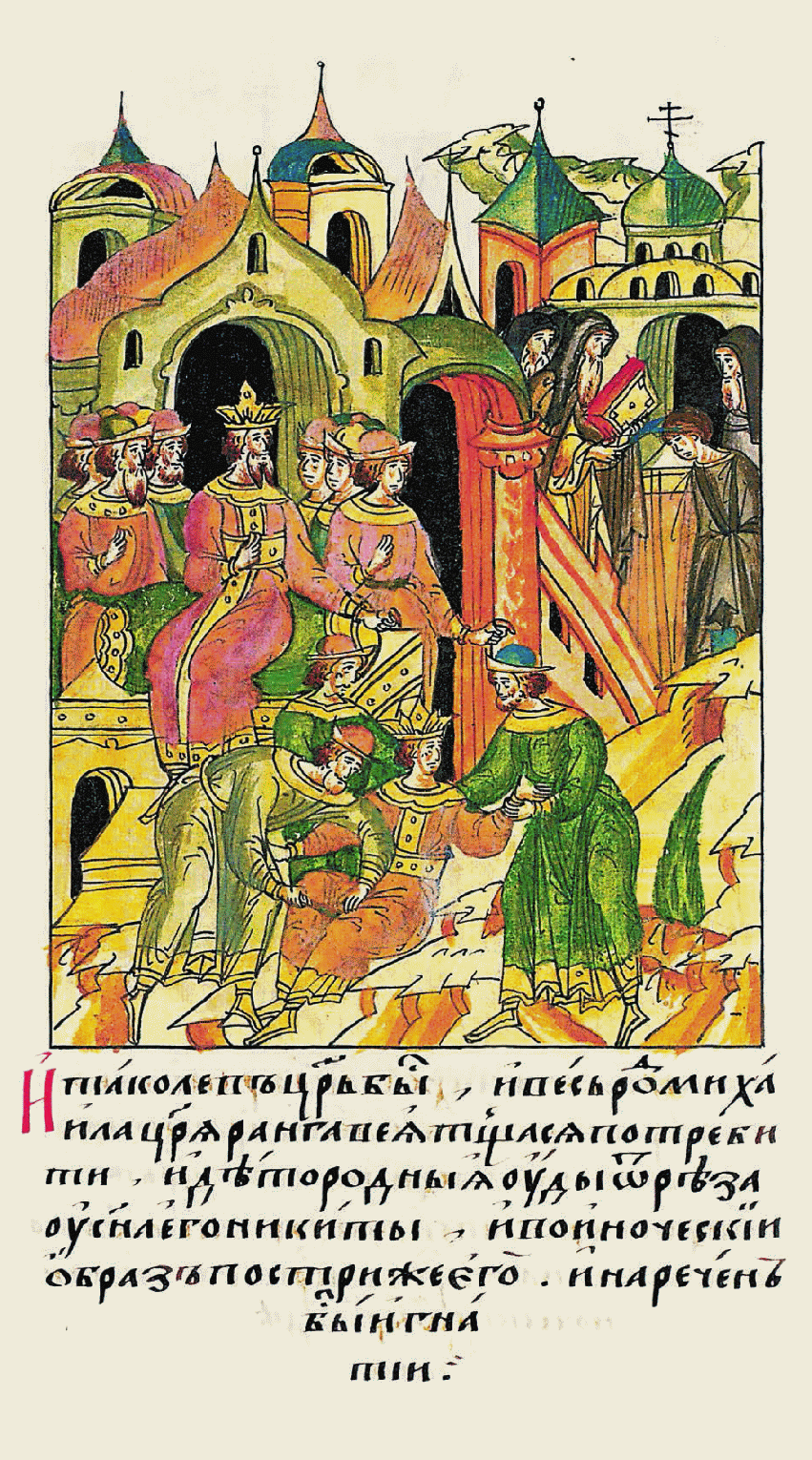
Лев V Армянин приказывает кастрировать будущего патриарха Игнатия — сына свергнутого императора: «И так стал царём Лев, он хотел уничтожить весь род царя Михаила Рангавея и отрезал у его сына Никиты детородные уды, постриг его в иноческий образ и нарёк Игнатием» (Лицевой летописный свод, 16 век)

Научные представления византийцев о физиологии евнухов складывались под влиянием теорий Гиппократа, Аристотеля и Галена. Согласно Гиппократу, в человеческом теле должны соблюдаться гармония и баланс, достигаемые только у здорового мужчины. Соответственно, считалось, что женщины и евнухи не способны контролировать свои желания в еде, питье и физических удовольствиях. Если женщины в этом отношении считались противоположностью мужчин, то евнухи занимали тут промежуточное положение. Аристотель также придавал значение балансу и соразмерности в человеческом теле, но рассматривал вопросы пола в иерархическом смысле. Мужчины, по его мнению, горячи, а женщины холодны. Мужское тепло было необходимо для производства спермы, а сама сперма является хранилищем этого тепла. Евнухи, по Аристотелю, будучи неспособными к её производству, были холодны и потому подобны женщинам. Гален, считая, что половая система женщин и мужчин в принципе одинакова, только располагается по-разному, тем не менее сближал евнухов и женщин, поскольку и те и другие в силу природы или обычая и мягкие, и влажные. В вопросе о сравнительной температуре тела Гален соглашался с Аристотелем. Врачи Аэций Амидский (V—VI века) и Александр Траллийский (VI век) утверждали, что поскольку тело евнухов как у юношей, женщин и детей, им подходит более мягкое лечение, чем для мужчин.
В «Кратком изложении медицины» византийского врача Павла Эгинского приводится описание двух способов кастрации. В первом из них мальчик помещался в ванну с горячей водой и, после того как его тело расслабится, его тестикулы раздавливались пальцами. Второй способ предполагал проведение отсечения яичек скальпелем; этот способ считался более предпочтительным, так как приводил к меньшему числу осложнений и давал большую гарантию результата. Рассказывая о подарках, которые посольство Лиутпранда Кремонского доставило в 969 году к византийскому двору, хронист сообщает о четырёх евнухах-хорезмийцах, у которых были удалены не только тестикулы, но и пенис. Статистика выживаемости после кастрации противоречива. Если врач II века Соран Эфесский считал эту операцию вполне безопасной, то император Юстиниан I приводит ужасающую статистику — только 3 из 90 прооперированных выживало. Известна статистика по смертности среди чёрных евнухов в коптских монастырях, достигающая 75 %, но в целом, согласно автору монографии о кастрации Г. Тейлору, это «простая и безопасная для человека операция».

## Историография
…так как он [Констанций II] боялся своих генералов и не доверял своим министрам, то успехи его оружия привели лишь к тому, что утвердили над римским миром господство евнухов. Эти несчастные существа — старинный продукт восточной ревности и восточного деспотизма — были ввезены в Грецию и Рим заразой азиатской роскоши. …во дворцах недостойных сыновей Константина они скоро размножились и мало-помалу приобрели сначала знакомство с тайными помыслами Констанция, а потом и управление ими. Отвращение и презрение, с которыми все относились к этому уродливому разряду людей, точно будто развратили их и придали им ту неспособность ко всякому благородному чувству или благородному поступку, которую приписывало им общественное мнение.
Долгое время, под влиянием Э. Гиббона, в византинистике мнение о роли евнухов было крайне отрицательное. Систематических исследований этого вопроса не предпринималось. В обзорном труде «The Byzantine Civilization» С. Рансимана евнухам посвящена всего одна страница, но при этом отмечается важность этой прослойки общества, которая, контролируя бюрократическую машину империи, препятствовала феодальной тенденции к концентрации власти в руках наследственной знати. Преобладающая точка зрения сводилась к утверждению, что их власть осуществлялась при слабых императорах посредством лести и клеветы вследствие проистекающих из-за сексуальной фрустрации неудовлетворённых амбиций. Первой работой, специально посвящённой евнухам, считается исследование Дж. Данлопа «The Office of the Grand Chamberlain in the Later Roman and Byzantine Empire» о должности препозита священной опочивальни, появившееся в 1924 году.    
Современные исследователи единогласно признают важность евнухов, этой, по определению А. П. Каждана, «особой группы господствующего класса Византии». Систематическое изучение этого класса началось с серии работ французского византиниста Р. Гийана, появившихся в 1940—1960 годах. Рассматривая роль евнухов и их важность, английский социолог К. Хопкинс сравнивает их с придворными евреями в Германии XVII—XVIII веков, имея в виду, что в обоих случаях они являлись «козлами отпущения» для остальной части общества. Начиная с 1980-х годов появились многочисленные исследования, в которых историки пытались проанализировать причины того, как бывшие рабы смогли достичь такой власти. По мнению К. Хопкинс, в отношении к евнухам — как и к евреям — имело место предубеждение в обществе и, возможно, им только приписывалось влияние на императоров, тогда как те принимали свои непопулярные или непонятные решения сами. Так, например, даже Юлиан Отступник затруднялся определить, по собственному ли желанию император Констанций II отказывал ему в аудиенции или же под влиянием препозита Евсевия. По её мнению, потребность императоров в евнухах возникла вследствие необходимости делегировать часть своей власти при невозможности найти надёжную опору в армии и знати.
Другим направлением исследования стала гендерная проблематика, попытки понять место евнухов как «третьего пола» в византийском обществе.

### Первичные источники
- Аммиан Марцеллин. Римская история / Пер. Ю. А. Кулаковского и А. И. Сонни под ред. Л. Ю. Лукомского. — СПб.: Алетейя, 1994. — 558 с. — (Серия «Античная библиотека». Раздел «Античная история»). — 5000 экз.
- Деяния Вселенских соборов, изданные в русском переводе при Казанской духовной академии. — 3 изд. — Казань: Тип. Казанской духовной академии, 1910. — Т. I. — 402 с.
- Лиутпранд Кремонский. Антаподосис; Книга об Оттоне; Отчёт о посольстве в Константинополь / пер. И. Дьяконов. — М.: Русская панорама, 2006. — 192 с. — 1200 экз. — ISBN 5-93165-160-8.
- Михаил Пселл. Хронография. Краткая история / Любарский Я. Н.. — СПб.: Алетейя, 2003. — 397 с. — ISBN 5-89329-594-3.
- Продолжатель Феофана. Жизнеописания византийских царей. — СПб.: Алетейя, 2009. — 400 с. — (Византийская библиотека. Источники). — ISBN 978-5-91419-146-4.
- Прокопий Кесарийский. Война с готами / Пер. С. П. Кондратьева. Вступительная статья 3. В. Удальцовой. Ответственный редактор Е. А. Косминский. — М.: Издательство АН СССР, 1950. — 514 с. — 5000 экз.
- Сократ Схоластик. Церковная история. — М.: РОССПЭН, 1996. — 368 с. — ISBN 5-86004-071-7.

### Исследования
на английском языке
- Garland L. Byzantine Empresses: Women and Power in Byzantium AD 527—1204. — London—New York: Routledge, 1999. — 343 p. — ISBN 0-415-14688-7.
- James L. Men, Women, Eunuchs: Gender, Sex, and Power // John Haldon (ed.) The social history of Byzantium. — Oxford: Wiley-Blackwell, 2009. — P. 31—50. — ISBN 978-1-4051-3240-4.
- Hopkins K. Conquerors and Slaves. — Cambridge: Cambridge University Press, 1978. — 268 p. — ISBN 0 521 219 45 0.
- Kuefler M. The manly eunuch. — Chicago: The University of Chicago Press, 2001. — 437 p. — ISBN 0-226-45739-7.
- Moran N. Byzantine castrati // Plainsong and Medieval Music. — Cambridge: Cambridge University Press, 2002. — Т. 11, № 2. — С. 99–112. — doi:10.1017/S0961137102002073.
- Kazhdan, Alexander, ed. (1991). The Oxford Dictionary of Byzantium. Oxford University Press: Oxford and New York. ISBN 0-19-504652-8.
- Ringrose K. The Perfect Servant: Eunuchs and the Social Construction of Gender in Byzantium. — Chicago: University of Chicago Press, 2003. — 312 p. — ISBN 0-226-72015-2.
- Rowlands R. Eunuchs and Sex: Beyond Sexual Dichotomy in the Roman World. — Columbia: University of Missouri, 2014. — 148 p.
- Runciman S. The Byzantine Civilization. — London: E. Arnold & Company, 1933. — 320 p.
- Taylor G. Castration : An Abbreviated History of Western Manhood. — London: Routledge, 2000. — 307 p. — ISBN 0-203-90455-9.
- Tougher S. F. Byzantine eunuchs: an overview, with special reference to their creation and origin // Elizabeth James (ed.) Women, Men and Eunuchs: Gender in Byzantium. — New York: Routledge, 1997. — P. 168—184. — ISBN 0-415-14685-2.
- Tougher S. F. Holy eunuchs! Masculinity and eunuch saints in Byzantium // P. H Callum, Katherine J. Lewis Holiness and Masculinity in the Middle Ages. — Cardiff: University of Wales Press, 2004. — P. 93–108. — ISBN 0–7083–1894–0.
- Tougher S. F. The Eunuch in Byzantine History and Society. — London: Routledge, 2008. — 256 p. — ISBN 0-415-42524-7.

на немецком языке
- Dieter S. Lobpreis des Eunuchen. — München: C.H.Beck, 1994. — 27 S.
- Die Patriarchen der ikonoklastischen Zeit / L. Ralph-Johannes (hg). — Frankfrt an Main: Peter Lang, 1999. — 302 S. — (Berliner Byzantinischen Studien, bd. 5). — ISBN 3-631-35183-6.

на русском языке
- Васильевский В. Г. Византия и печенеги (1048—1094) // ЖМНП. — 1872. — Т. 164. — С. 116—165, 243—332.
- Гиббон Э. Закат и падение Римской империи. — М.: Терра, 2008. — Т. II. — ISBN 798-5-275-01702-1.
- Каждан А. П. Состав господствующего класса в Византии XI—XII вв. Анкета и частные выводы. Ч. VI. Евнухи // Античная древность и средние века. — Свердловск, 1973. — Вып. 10. — С. 184-194.
- Каждан А. П. Рецензия на: N. Oikonomidès, Les listes de préséance byzantines des IXe et Xe siècles // Византийский временник. — М.: Наука, 1974. — Т. 36. — С. 202.
- Мохов А. С. Командный состав византийской армии в правление Константина VIII // Античная древность и средние века. — Свердловск, 1997. — Вып. 28. — С. 19—33.
- Мохов А. С. Командный состав византийской армии в. XI в.: правление Романа III Аргира (1028—1034) // Античная древность и средние века. — Свердловск, 2000. — Вып. 31. — С. 173-197.
- Мохов А. С. Командный состав византийской армии в 1055 — 1057 гг. // Античная древность и средние века. — Свердловск, 2002. — Вып. 33. — С. 109-122.
- Мохов А. С. Византийская фамилия Спондилов в XI-XIII вв. // Античная древность и средние века. — Екатеринбург, 2011. — Вып. 40. — С. 269-287.
- Скабаланович Н. А. Византийское государство и церковь в XI веке. — СПб.: Издательство Олега Абышко, 2004. — 416 с. — ISBN 5-89740-108-6.

на французском языке
- Guilland R. Recherches sur les institutions byzantines. — Berlin: Akademie-Verlag, 1967. — 607 p.
- Janin R. La géographie ecclésiastique de l'Empire Byzantin: Le siège de Constantinople et le patriarcat oecuménique. Les églises et les monastères. — Paris, 1969. — 605 p.